# Synody splickie
Synody splickie – zbiorcza nazwa dla synodów kościelnych, które odbyły się w Splicie w okresie średniowiecznego państwa chorwackiego.

## Synody z X w.
Na prośbę księcia Tomisława, przy współudziale Michała (księcia zahmuskiego), zostały dwukrotnie (925 i 928 r.) zwołane synody kościelne w Splicie.

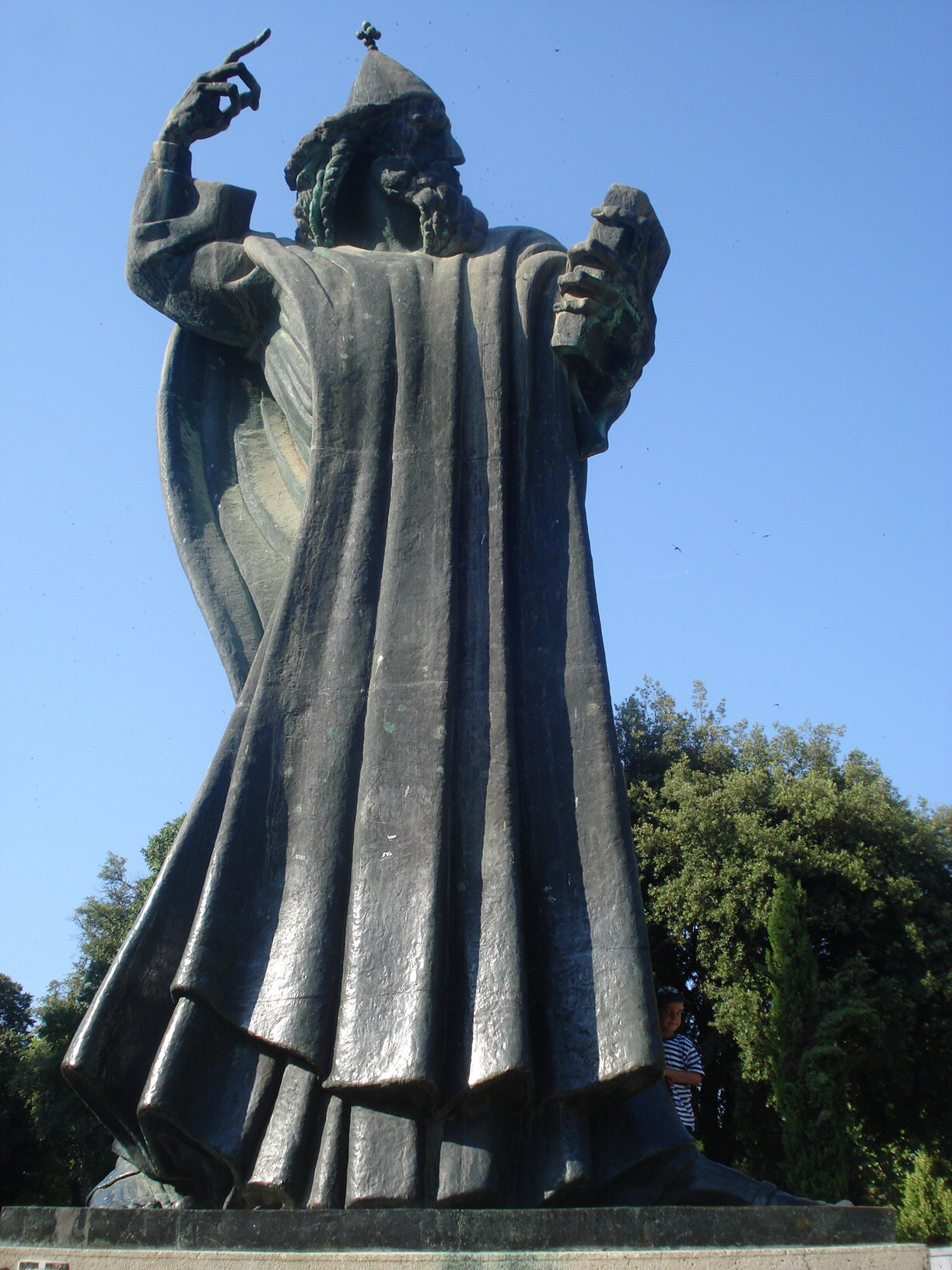
Pomnik Grzegorza z Ninu w Splicie

### Synod w 925
Pierwszy synod (925 r.) został zwołany w celu rozstrzygnięcia lokalizacji arcybiskupiej metropolii na wschodnim wybrzeżu Adriatyku, która zjednoczyłaby, pod jedną kościelną jurysdykcją, całą Dalmację. W interesie Chorwacji było zlokalizowanie arcybiskupstwa w Ninie, będącym pierwszą siedzibą biskupa po przyjęciu przez Chorwatów chrztu. Najważniejszym postanowieniem synodu w 925 r. było przyjęcie uchwały przyznającej biskupowi Splitu prawa metropolitalne.

Tradycja Chorwacka uznaje, że na synodzie w 925 r. rozstrzygała się również kwestia liturgii słowiańskiej szerzącej się w Dalmacji, która, popierana przez Bizancjum, konsekwentnie była potępiana przez papiestwo w Rzymie. Nowsze badania nie wskazują na tego typu kwestie, a część badaczy kwestionuje, jakoby synod w ogóle miał dotyczyć liturgii słowiańskiej. W chorwackiej świadomości narodowej symbolem walki o odrębność liturgii słowiańskiej (a zatem chorwacką tożsamość), na synodach w Splicie, stał się biskup Ninu – Grzegorz. W rzeczywistości brak wystarczającej ilości tekstów źródłowych z przebiegu synodów uniemożliwia określenie postawy Grzegorza ani roli jaką odgrywała kwestia liturgii słowiańskiej. Faktem jest, iż Grzegorz, jako podległy bezpośrednio papieżowi i sprawujący władzę kościelną na terenie niemalże całej Chorwacji (z wyjątkiem miast Dalmacji bizantyjskiej), był przeciwnikiem arcybiskupa Splitu – Ivana, który domagał się podporządkowania całej organizacji kościoła na terenie Chorwacji pod jego metropolię.

### Synod w 928

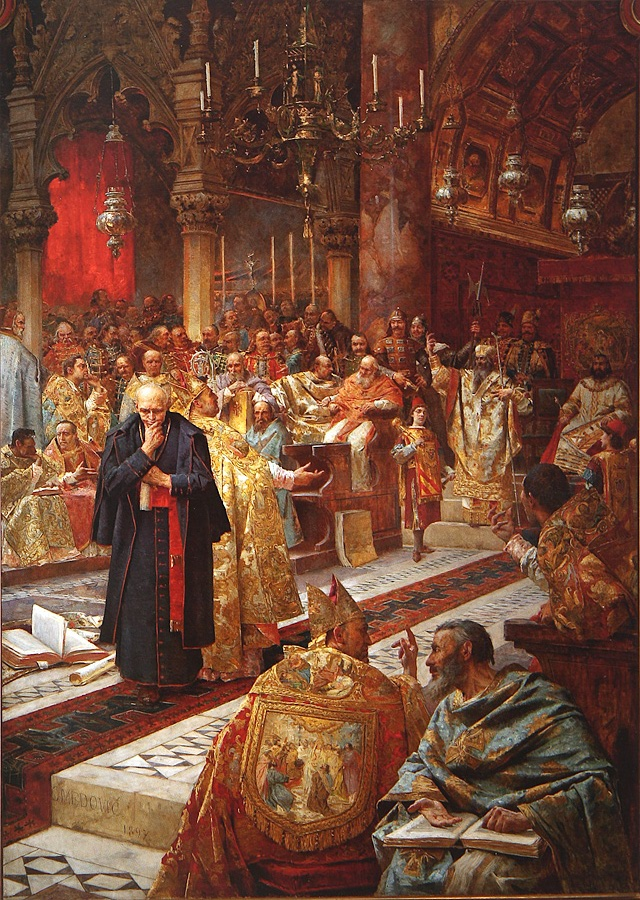
Celestin Medović: Synod splicki w 925 r.

Mimo chorwackich protestów, wspieranych najprawdopodobniej przez władcę Tomisława, synod w 928 r. przekazał pełnię władzy arcybiskupstwu w Splicie i zdecydował, że biskupstwo w Ninie zostanie zlikwidowane po niemal sześćdziesięciu latach od jego utworzenia. Obszar biskupstwa w Ninie został włączony do starych miejskich diecezji położonych w Dalmacji bizantyńskiej. W ten sposób chorwaccy władcy utracili możliwość wyboru metropolity kościelnego, który obejmowałby swoim zwierzchnictwem chorwackie ziemie. O wyborze arcybiskupa decydowali mieszkańcy Splitu, wśród których nie było jeszcze wtedy zbyt wielu zwolenników Królestwa Chorwacji. Z dwóch odrębnych organizacji kościelnych: metropolii splickiej i biskupstwa chorwackiego, utworzono jednolitą metropolię kościelną i sieć biskupstw obejmujących cały kraj.
Likwidacja odrębnej diecezji chorwackiej, która była zależna od patriarchatu akwilejskiego, ułatwiła infiltrację duchowieństwa słowiańskiego (głagolickiego) z wysp i miast bizantyjskiej Dalmacji w głąb państwa chorwackiego. Od tego czasu Chorwacja przekształciła się w kraj, w którym współżyły ze sobą i rywalizowały o wpływy dwa kręgi kulturowe: łaciński i słowiański, związany z kulturą grecką. Wtedy też w lądowej Chorwacji, podobnie jak wcześniej na wyspach, zaczęły powstawać benedyktyńskie klasztory zajmujące się szerzeniem głagolityzmu.

## Synody z XI w.
Od połowy XI w. trwały zabiegi papiestwa o reformę Kościoła po schizmie (domagano się wprowadzania zasad reformy klunickiej) oraz spór o inwestyturę, co na terenach Chorwacji (ogarniętej liturgią słowiańską związaną z Bizancjum) przełożyło się na otwarty konflikt. Reformatorskie dążenia papieży napotykały sprzeciw. W Chorwacji przeciwko reformom wystąpił pewien kapłan, prawdopodobnie Lombard z północnych Włoch, o imieniu Vulf (lub Vulfo) – wysłannik antypapieża Honoriusza II. Po synodzie laterańskim z 1059 r. Vulf dążył do wyboru biskupa z "własnego ludu i języka" (Słowian). Biskupem Krku został, nominowany w Rzymie przez antypapieża Honoriusza II, Cededa.
Papież Mikołaj II wysłał legata Majnarda na synod kościelne do Spliu w 1060 r. Wysłannik przyjął wprowadzane przez papieża reformy z Lateranu i występował w sprawie przestrzegania celibatu przez księży, a także stosowania innych reguł dotyczących kleru, jak np. golenia bród czy ścinania długich włosów, których noszenie w kościele wschodnim było wręcz zalecane. Żądano również od duchownych znajomości łaciny, a silnej krytyce poddano stosowanie "barbarzyńskiej" liturgii słowiańskiej (nazywaną przez papieża Methodii doctrina – nauczanie Metodego). Legat wymagał od tzw. głagolitów nauki łaciny i zakazał ich przyszłego konsekrowania. Działania te miały na celu jak największe oddzielenie, po schizmie, kościoła w Chorwacji od wpływów wschodu. Papież zatwierdzając uchwały splickie nakazał również wybieranie biskupów przez episkopat, duchowieństwo niższe i lud Splitu oraz zakazał kapłanom zajmowania się służbą świecką.
Nowy papież, Aleksander II (wybrany w 1061 r.), i kardynał Hildebrand (później znany jako papież Grzegorz VII) okazali się jednak bardziej tolerancyjni wobec liturgii głoszonej w języku słowiańskim i znacznie bardziej skupiali się na zwalczaniu zwyczaju noszenia bród przez kapłanów. Nowy legat papieski wysłany przez papieża Aleksandra II wyklął Vulfa i Cededę, a synod splicki skazał w 1063 r. Vulfa na utratę godności kapłańskiej, biczowanie i pracę przymusową. Prześladowania te dotknęły ich jednak przede wszystkim jako zwolenników antypapieża i nie objęły reszty duchowieństwa słowiańskiego. Niemniej jednak stosunek wyższego duchowieństwa metropolii splickiej do kleru słowiańskiego nie był przyjazny, a zatwierdzone uchwały synodów umacniały w Chorwacji przewagę liturgii i kultury łacińskiej. Decyzje z 1060 r. zostały powtórzone na synodzie w 1074 r..